# Diskografija sastava N.W.A.
Diskografija američkog hip hop sastava N.W.A. kojeg su osnovali Arabian Prince, DJ Yella, Dr. Dre, Eazy-E, Ice Cube i MC Ren sastoji se od dva studijska albuma, šest kompilacija, jednog EP-a i osam singlova, te šest spotova.

## Albumi

### Studijski albumi
| Naziv                  | Detalji o albumu                                                         | Završne pozicije na top ljestvicama | Završne pozicije na top ljestvicama | Završne pozicije na top ljestvicama | Prodaja          | Certifikacije        |
| Naziv                  | Detalji o albumu                                                         | SAD                                 | SAD R&B                             | UK                                  | Prodaja          | Certifikacije        |
| ---------------------- | ------------------------------------------------------------------------ | ----------------------------------- | ----------------------------------- | ----------------------------------- | ---------------- | -------------------- |
| Straight Outta Compton | - objavljeno: 8. kolovoza 1988. - diskografska kuća: Ruthless/Relativity | 37                                  | 9                                   | 35                                  | - SAD: 1.500.000 | - SAD: 2× platinasta |
| Niggaz4Life            | - objavljeno: 28. svibnja 1991. - diskografska kuća: Ruthless/Priority   | 1                                   | 2                                   | 25                                  | - SAD: 2.100.000 | - SAD: platinasta    |

### EP-ovi
| Naziv                 | Detalji o albumu                                                        | Završne pozicije na top ljestvicama | Završne pozicije na top ljestvicama | Certifikacije     |
| Naziv                 | Detalji o albumu                                                        | SAD                                 | SAD R&B                             | Certifikacije     |
| --------------------- | ----------------------------------------------------------------------- | ----------------------------------- | ----------------------------------- | ----------------- |
| 100 Miles and Runnin' | - objavljeno: 14. kolovoza 1990. - diskografska kuća: Ruthless/Priority | 27                                  | 10                                  | - SAD: platinasta |

### Kompilacije
| N.W.A. and the Posse                                                                       | - objavljeno: 6. studenog 1987. - diskografska kuća: Macola             | —   | 39 | —  | - SAD: zlatna     |
| Greatest Hits                                                                              | - objavljeno: 2. srpnja 1996. - diskografska kuća: Ruthless/Priority    | 48  | 20 | 56 | - SAD: zlatna     |
| The N.W.A Legacy, Vol. 1                                                                   | - objavljeno: 23. ožujka 1999. - diskografska kuća: Ruthless/Priority   | 77  | 42 | —  | - SAD: platinasta |
| The N.W.A Legacy, Vol. 2                                                                   | - objavljeno: 27. kolovoza 2002. - diskografska kuća: Ruthless/Priority | 154 | 38 | —  |                   |
| The Best of N.W.A: The Strength of Street Knowledge                                        | - objavljeno: 26. prosinca 2006. - diskografska kuća: Ruthless/Priority | 143 | 47 | —  |                   |
| Family Tree                                                                                | - objavljeno: 30. rujna 2008. - diskografska kuća: Ruthless/Priority    | —   | 38 | —  |                   |
| "—" znači da album nije objavljen u tom području ili da nije dospio na glazbenu ljestvicu. |                                                                         |     |    |    |                   |

## Singlovi
| "Panic Zone"                                                                               | 1987. | —  | —  | —  | —  | —   | N.W.A. and the Posse   |
| "Straight Outta Compton"                                                                   | 1988. | —  | —  | —  | —  | 158 | Straight Outta Compton |
| "Gangsta Gangsta"                                                                          | 1988. | 91 | 11 | —  | —  | 70  | Straight Outta Compton |
| "Express Yourself"                                                                         | 1989. | 45 | 2  | —  | —  | 26  | Straight Outta Compton |
| "100 Miles and Runnin'"                                                                    | 1990. | 51 | 2  | 33 | 32 | 38  | 100 Miles and Runnin'  |
| "Appetite for Destruction"                                                                 | 1991. | 45 | 2  | —  | —  | —   | Niggaz4Life            |
| "Alwayz into Somethin'" (featuring Admiral D.)                                             | 1991. | 37 | 1  | —  | —  | 60  | Niggaz4Life            |
| "Chin Check" (featuring Snoop Dogg)                                                        | 1999. | 71 | 1  | —  | —  | —   | Next Friday            |
| "—" znači da singl nije objavljen u tom području ili da nije dospio na glazbenu ljestvicu. |       |    |    |    |    |     |                        |

## Videospotovi
| Naziv                                      | Godina | Redatelj          |
| ------------------------------------------ | ------ | ----------------- |
| "Straight Outta Compton"                   | 1988.  | Rupert Wainwright |
| "Express Yourself"                         | 1989.  | Rupert Wainwright |
| "100 Miles and Runnin'"                    | 1990.  | Eric Meza         |
| "Appetite for Destruction"                 | 1991.  | Eric Meza         |
| "Alwayz into Somethin'" (feat. Admiral D.) | 1991.  | Eric Meza         |
| "Approach to Danger"                       | 1991.  | Eric Meza         |

## Vanjske poveznice
- Diskografija
- Uspjeh na top ljestvicama